# Thae Yong-ho
Thae Yong-ho (en coreano: 태영호) es un antiguo diplomático de Corea del Norte. Fue embajador adjunto de Corea del Norte en Reino Unido, antes de desertar con su familia a Corea del Sur en 2016. Thae ha sido el funcionario norcoreano de mayor rango que ha huido del país, tras la deserción en 1997 del ideólogo norcoreano Hwang Jang-yop. En agosto de 2016, el gobierno de Corea del Sur confirmó que Thae y su familia estaban bajo su protección.

## Biografía
Thae tiene un hijo, nacido en Dinamarca, cuando era diplomático en ese país. Su hijo estudiaba en el Imperial College London, sin embargo, con motivo de la renuncia paterna, la familia lo envió de regreso a Pionyang.
Según la BBC, Thae es una persona cordial que ama la cocina india, juega al golf y al tenis. En 2015, Thae escoltó a Kim Jong-chul, el hermano mayor de Kim Jong-un, en un concierto de Eric Clapton en Londres.

## Libros
- Thae Yong-ho (2018). Cryptography From the Third-Floor Secretariat. 3층 서기실의 암호 (en coreano). Seoul: Giparang. ISBN 978-8-96523-650-4.